# Metaleptyphantes triangulatus
Metaleptyphantes triangulatus là một loài nhện trong họ Linyphiidae.
Loài này thuộc chi Metaleptyphantes. Metaleptyphantes triangulatus được Herman Theodor Holm miêu tả năm 1968.